# Callionymus scabriceps
Callionymus scabriceps är en fiskart som beskrevs av Fowler, 1941. Callionymus scabriceps ingår i släktet Callionymus och familjen sjökocksfiskar. Inga underarter finns listade.